# Puig Rodon (Montferrer)
El Puig Rodon és una muntanya de la comuna de Montferrer, a la comarca nord-catalana del Vallespir.
És en el sector sud-occidental del terme de Montferrer, al sud de Can Falguera, al nord-oest del Mas Pujol i al nord de Can Lluqueta.